# Torsten Gebhard
Torsten Gebhard (* 12. März 1909 in Siegburg; † 12. Mai 1994 in Deisenhofen) war ein deutscher Volkskundler, Kunsthistoriker und Denkmalpfleger. Er leitete von 1963 bis 1974 das Bayerische Landesamt für Denkmalpflege und wirkte bei der fachlichen Entwicklung des Bayerischen Denkmalschutzgesetzes von 1973 maßgeblich mit.

## Leben
Seine Kindheit verbrachte der im Rheinland geborene Torsten Gebhard in München, Höchst und Bad Soden. Er besuchte ab 1919 das Gymnasium in Bonn und von 1921 bis 1928 das Maximiliansgymnasium in München. Dann nahm er von 1928 bis 1933 an der [[Technische< Universität München|Technischen Hochschule]], der Staatsschule für angewandte Kunst und an der Kunstakademie in München ein Studium auf, das er 1933 mit dem Staatsexamen für das höhere Lehramt in den Fächern Zeichnen und Kurzschrift abschloss. Als Lehramtsanwärter an der Rupprecht-Oberrealschule München ließ er sich 1934 für seine Dissertation beurlauben. 1935 promovierte er bei Hans Karlinger mit der Arbeit Die volkstümliche Möbelmalerei in Altbayern. Mit besonderer Berücksichtigung des Tölzer Kistlerhandwerks zum Dr. rer. techn.
Er bildete sich für die Inventarisation der Kunstdenkmäler fort und nahm an Kursen über Brauchtumsforschung teil. Als Stipendiat der Notgemeinschaft der deutschen Wissenschaft wurde er im Sommer 1936 dem Bayerischen Landesamt für Denkmalpflege zugeteilt, an dem er dann vier Jahrzehnte lang wirkte. Die ersten Jahre im Landesamt waren der Inventarisation der Kunstdenkmäler in einigen Landkreisen der Pfalz gewidmet.
Im Frühjahr 1940 wurde er zur Wehrmacht eingezogen, kam nach seinem Kriegsdienst im Zweiten Weltkrieg und zweijähriger amerikanischer Gefangenschaft 1947 wieder als Angestellter ans Landesamt für Denkmalpflege zurück und wurde 1948 als Konservator verbeamtet. Dort stieg er 1958 zum Landeskonservator und Stellvertreter des Generalkonservators Heinrich Kreisel auf, dessen Nachfolge er am 1. Juli 1963 antrat. Während seiner elfjährigen Leitungstätigkeit gab es entscheidende Weiterentwicklungen im Landesamt: Übergang zu Kurzinventaren (Bayerische Kunstdenkmale), Einführung von Denkmallisten mit lapidaren Kurzbeschreibungen, weil es der erweiterte Denkmalsbegriff so verlangte, und die Ensemblebeschreibungen.
Seit 1962 war er Honorarprofessor für Volkskunde an der Universität München und bildete somit Volkskundler und Kunsthistoriker aus.

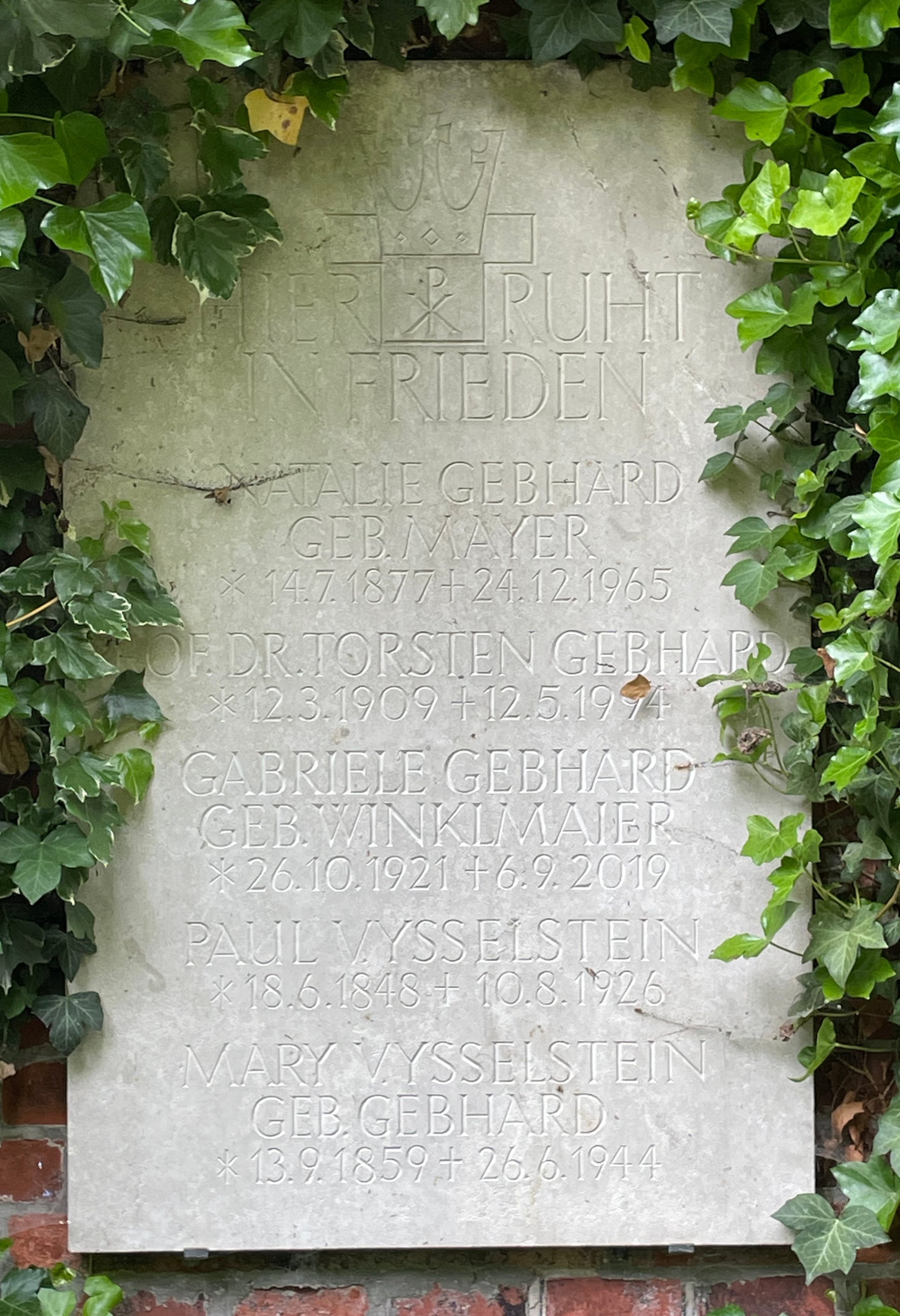
Grabstein auf dem Friedhof Haidhausen

Mit ihm begann insofern eine neue Epoche in der bayerischen Denkmalpflege, als er neben dem Ministerialrat Wolfgang Eberl und dem Abgeordneten Erich Schosser an der Vorbereitung und fachlichen Entwicklung des Bayerischen Denkmalschutzgesetzes vom 31. Oktober 1973 maßgeblich mitwirkte. Es war das erste Denkmalschutzgesetz in der Bundesrepublik Deutschland und hat sich bis heute bewährt. 
Er wohnte zuletzt im oberbayerischen Deisenhofen. Er war mit Gabriele Gebhard verheiratet. Sein Sohn ist der 1961 geborene Prähistoriker Rupert Gebhard. Torsten Gebhard liegt auf dem Friedhof Haidhausen begraben.

## Ehrungen
- 1971: Bayerischer Verdienstorden
- 1990: Bundesverdienstkreuz 1. Klasse
- Medaille Bene merenti in Silber der Bayerischen Akademie der Wissenschaften

## Veröffentlichungen (Auswahl)
- Die volkstümliche Möbelmalerei in Altbayern. Mit besonderer Berücksichtigung des Tölzer Kistlerhandwerks. Bayerischer Landesverein für Heimatschutz, München 1936 ; zugleich Naturwissenschaftlich-technische Dissertation, Technische Hochschule München, 1935.
- Wegweiser zur Bauernhausforschung in Bayern. Mit 70 Textzeichnungen und Tafeln von Werner Meyer. Verlag Bayerische Heimatforschung, München-Pasing 1957.
- Der Bauernhof in Bayern. Süddeutscher Verlag, München 1975; 3. Auflage: 1981.
- Kachelöfen. 2. Auflage. 1981.
- Landleben in Bayern in der guten alten Zeit: Altbayern, Franken, Schwaben. Süddeutscher Verlag, München 1986.